# Mercantilisme

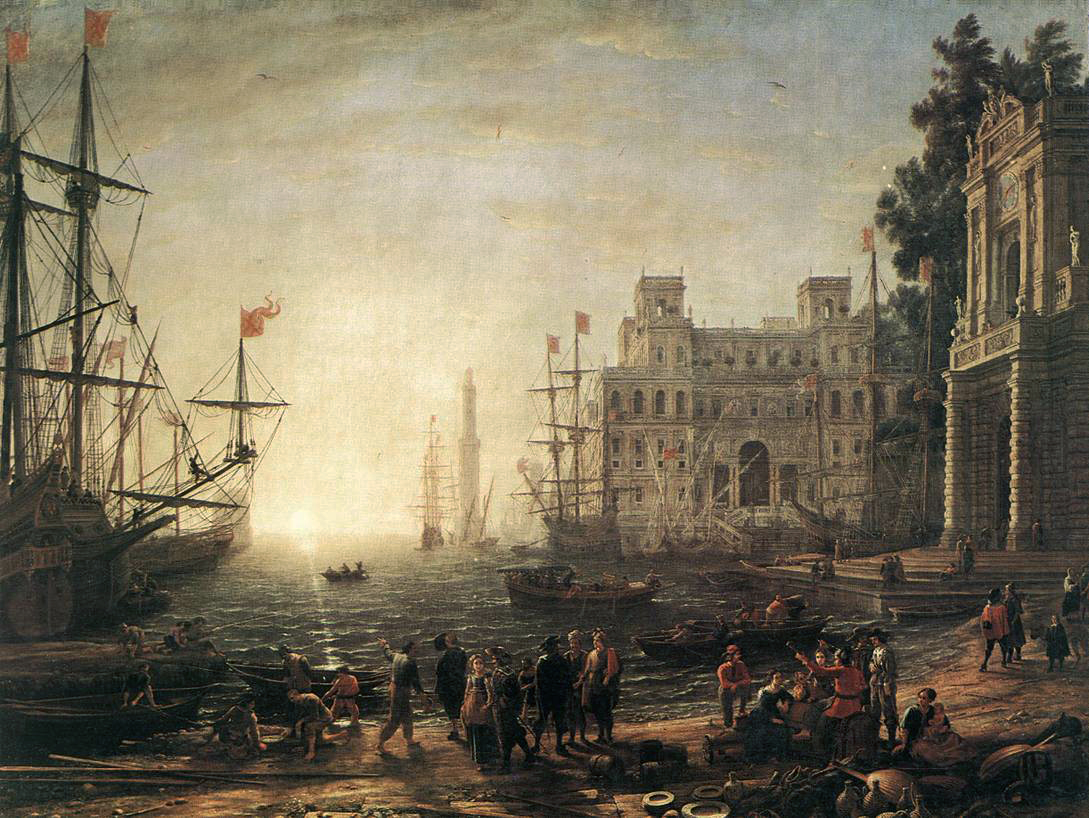
Quadre de Le Lorrain que representa un port de mar francès l'any 1638, en l'auge del mercantilisme.

El mercantilisme va ser una política econòmica que es va desenvolupar a Europa durant el segle xvi, que va adquirir el seu vertader significat a la segona meitat del segle xvii, durant l'edat moderna, esdevenint la teoria predominant fins al xviii. La política econòmica coneguda amb el nom de mercantilisme va tenir una gran influència en la consolidació dels Estats moderns europeus.
En el mateix si del sistema feudal, comença a néixer un nou sistema econòmic: el capitalisme vinculat al gran moviment i acumulació de capital al voltant del comerç colonial, que es consolidarà definitivament amb la Revolució Industrial. A Europa, en el camp polític, el fraccionament característic de l'Edat Medieval donarà pas a l'aparició de poderosos estats nacionals, regits per governs més fortament centralitzats. Són les monarquies autoritàries i absolutes que, davant la necessitat de numerari per afrontar les seves creixents despeses (exèrcit, burocràcia, diplomàcia...) es veuen obligades a recórrer als emprèstits que els banquers europeus posaven al seu abast.
La pràctica econòmica mercantilista es basava en dos principis fonamentals. El primer que era que la riquesa d'un Estat depenia de la quantitat de metalls preciosos de què disposés. El segon formulava que per aconseguir-los calia promoure el comerç exterior i mantenir, en tot moment, una balança de pagaments positiva. Amb aquestes premisses, molts estats europeus van adoptar una sèrie de mesures pràctiques: incentivar la producció industrial (mitjançant privilegis fiscals, prioritat en l'aprovisionament de matèries primeres, etc.), facilitats a l'exportació i fre a la importació mitjançant la manipulació dels drets de duana. És a dir, el mercantilisme suggereix que el govern d'un Estat ha d'aplicar una política proteccionista sobre la seva economia, afavorint l'exportació i desafavorint la importació, sobretot a través de la imposició d'aranzels. És, doncs, un sistema d'anàlisi dels fluxos econòmics molt simplificat on no es té present el paper que ocupa el sistema social.

## El mercantilisme, un canvi radical
La nova concepció econòmica coneguda amb el nom del mercantilisme va marcar la fi de la preeminència del cristianisme en la definició de la política econòmica que, inspirada en Aristòtil i en Plató, rebutjava l'acumulació de riqueses i els préstecs amb interès que es vinculaven al pecat d'usura. I és que abans del mercantilisme, els estudis econòmics europeus més importants havien estat les teories de l'escolàstica medieval. L'objectiu d'aquests pensadors era trobar un sistema econòmic que fos compatible amb les doctrines cristianes sobre la pietat i la justícia. Es centraven principalment en les qüestions microeconòmiques i en els intercanvis locals entre individus. El mercantilisme, per la seva banda, estava alineat amb les altres teories i idees que estaven reemplaçant el punt de vista medieval.
El canvi radical de l'edat moderna consisteix en el fet que les qüestions econòmiques deixen de pertànyer als teòlegs. L'Edat Moderna marca, doncs, un gir i inicia la progressiva autonomia de la disciplina econòmica de la moral i de la religió. Aquesta ruptura la realitzaran consellers dels governants i comerciants. Aquesta nova disciplina arribarà a ser una veritable ciència econòmica amb la fisiocràcia. Entre els molts autors mercantilistes, cal destacar a Martín de Azpilicueta (1492-1586), en Tomás de Mercado (1525-1575), Jean Bodin (1530-1596), Antoine de Montchrétien (1576-1621), o en William Petty (1623-1687).
En l'àmbit governamental, el mercantilisme va dur els primers casos d'intervencionisme i va ser en aquest període que s'establí gran part del sistema capitalista modern. Internacionalment, el mercantilisme va servir indirectament per impulsar moltes de les guerres europees i va fonamentar de l'imperialisme europeu, atès que les grans potències d'Europa lluitaven pel control dels mercats disponibles arreu.
A l'edat moderna van aparèixer diferents escoles europees de pensament econòmic mercantilista entre les quals es pot distingir el bullionisme (o "mercantilisme espanyol"), que propugna l'acumulació de metalls preciosos; el colbertisme (o "mercantilisme francès"), que per la seva banda s'inclina cap a la industrialització; i el comercialisme (o "mercantilisme britànic"), que veu en el comerç exterior la font de riquesa d'un país.
La confiança en el mercantilisme va començar a decaure a les darreries del segle xviii, quan les teories d'Adam Smith i d'altres economistes clàssics van anar guanyant pes dins de l'imperi Britànic, i en menor grau a la resta d'Europa. Adam Smith, va criticar amb duresa les pràctiques mercantilistes en la seva obra Una investigació sobre la naturalesa i causes de la riquesa de les nacions (més coneguda com La riquesa de les nacions), on va qualificar el mercantilisme d'una "economia al servei del Príncep".
L'excepció a les pràctiques mercantilistes les trobem a Alemanya, on l'Escola Històrica d'Economia va ser la més important durant el segle xix i començaments del xx) i als Estats Units d'Amèrica que es van adherir al règim econòmic anomenat "sistema americà" (una forma de neomercantilisme) fonamentat en els autors Alexander Hamilton, Henry Clay, Abraham Lincoln i pel que més tard serien les idees econòmiques del Partit Republicà, que al seu torn es van reflectir en les polítiques dels historicistes alemanys i economistes com Friedrich List. El New Deal americà, amb la crisi dels anys 1930, canviarà totalment el pensament econòmic.
Actualment la teoria mercantilista és rebutjada per la majoria dels economistes, si bé alguns dels seus elements són vistos, a vegades, de forma positiva per altres com Ravi Batra, Pat Choate, Eammon Fingleton, o Michael Lind.

## La doctrina econòmica mercantilista

### El mercantilisme com a conjunt d'idees econòmiques
Gairebé tots els economistes europeus entre l'any 1500 i l'any 1750 es consideren actualment mercantilistes. Tanmateix, a l'Edat Moderna, els autors no se sentiren partícips d'una sola ideologia econòmica. Fins i tot el terme mercantilisme va ser forjat per Victor Riquetti, Marquès de Mirabeau el 1763, i va ser popularitzat per l'Adam Smith el 1776. De fet, Adam Smith fou la primera persona a organitzar formalment moltes de les contribucions dels mercantilistes en el seu llibre La riquesa de les nacions. La paraula procedeix del mot llatí mercari, que té el mateix sentit en català: mercantil, és a dir, de dur a terme un negoci, i que prové de l'arrel merx que significa mercaderia. Va ser emprada, inicialment, només pels crítics a aquesta teoria com Mirabeau i Smith, però aviat va ser adoptada pels historiadors.
El mercantilisme no pot ser considerat com una teoria unificada de l'economia perquè, en realitat, no hi va haver escriptors mercantilistes que presentessin un esquema general del que seria una economia ideal i van enfocar la seva atenció en una àrea específica de l'economia, a diferència d'allò que Adam Smith faria més endavant per a l'economia clàssica.
Per tant, fou després del període mercantilista que els estudiosos varen integrar les diverses idees en un cos ideològic unificat, com per exemple Eli F. Heckscher
qui veu en els escrits de l'època alhora un sistema de poder polític, un sistema de reglamentació de l'activitat econòmica, un sistema proteccionista i també un sistema monetari amb una teoria de la balança comercial. De totes maneres, alguns teòrics rebutgen completament la idea d'una teoria mercantilista, argumentant que dona "una falsa unitat a fets dispars". L'historiador del pensament econòmic Mark Blaug fa notar que el mercantilisme va ser qualificat amb el pas del temps com "molest equipatge", "diversió d'historiografia", i "gegantesc globus teòric".
Fins a cert punt la doctrina mercantilista feia impossible que existís una teoria general econòmica. Els mercantilistes veien el sistema econòmic com una mena de joc de suma zero, on el guany d'una de les parts suposava la pèrdua d'una altra, o seguint la famosa màxima de Jean Bodin "no hi ha res que guanyi ningú que un altre no perdi" (Els Sis llibres de la República). Per tant, qualsevol sistema que beneficiés a un grup, per definició, també feien mal a un altre o altres, i no existia la possibilitat que l'economia maximitzés la riquesa comuna, o el bé comú. Sembla que els escrits mercantilistes s'haguessin fet per a justificar a posteriori unes pràctiques, més que per avaluar el seu impacte i determinar la millor manera de dur-les a terme.
El mercantilisme és, per tant, una doctrina o política econòmica que sorgeix en un període intervencionista i descriu un credo econòmic que va prevaler en l'època de naixença del capitalisme, abans de la Revolució Industrial.
Les primeres teories mercantilistes desenvolupades a principis del segle xvi van estar marcades pel bullionisme (de l'anglès bullion: or en lingots). Segons Adam Smith: 
| « | La doble funció que compleixen els Diners, com instrument de comerç i com mesura de valor, ha produït de manera natural aquesta idea popular que els Diners fan la riquesa, o que la riquesa consisteix en l'abundància d'or i plata […]. Es raona de la mateixa manera pel que fa a un país. Un país ric és aquell en el que hi ha una bona quantitat de diners, i el mitjà més senzill d'enriquir el seu país és acumular l'or i la plata […]. A causa del creixent èxit d'aquestes idees, les diferents nacions d'Europa s'han dedicat, encara que sense massa èxit, a buscar i acumular or i plata de totes les maneres possibles. Espanya i Portugal, posseïdors de les principals mines que proveïxen a Europa d'aquests metalls, han prohibit la seva exportació amenaçant amb greus represàlies, o l'han sotmès a enormes taxes. Aquesta mateixa prohibició ha format part de la política de la majoria de les nacions d'Europa. Un la troba fins i tot on menys ho esperaria, en algunes antigues actes del parlament d'Escòcia, que prohibeixen, sota fortes penes, transportar or i plata fora del regne. La mateixa política es va engegar a França i a Anglaterra. | » |

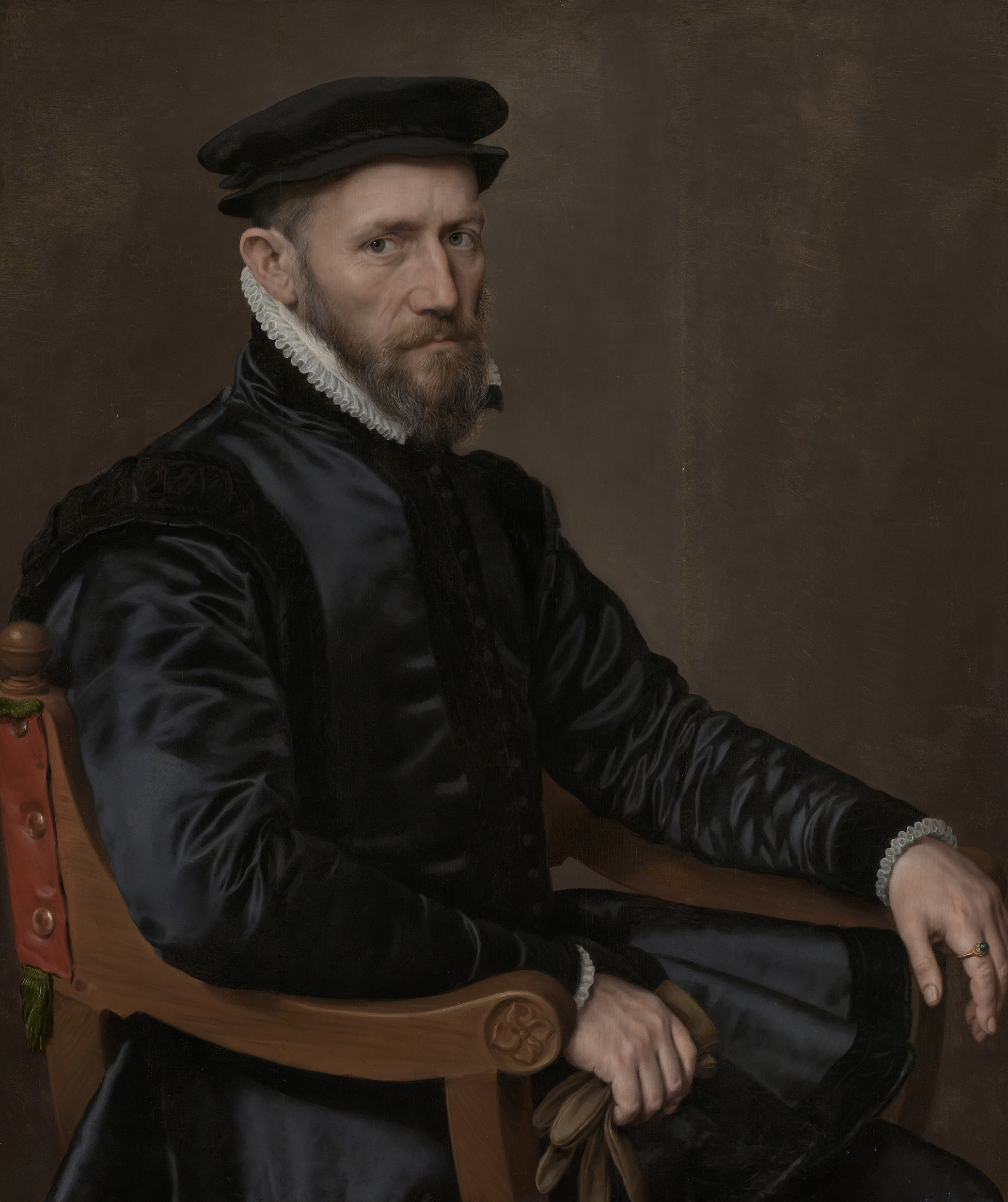
Thomas Gresham, comerciant i financer anglès

Durant aquest període, importants quantitats d'or i plata fluïen des de les colònies espanyoles del Nou Món cap Europa. Pels bullionistes, com Jean Bodin o Thomas Gresham, la riquesa i el poder de l'Estat es mesura per la quantitat d'or que posseeix. Cada nació ha d'acréixer les seves reserves d'or prenent-les, si cal, de les altres nacions perquè la prosperitat d'un Estat es mesura per la riquesa acumulada pel govern, obviant la renda nacional. Aquest interès cap a les reserves d'or i de plata s'explica en part per la importància d'aquestes primeres matèries en temps de guerra, ja que els exèrcits, amb molts mercenaris, eren pagats amb or i, llevat dels pocs països europeus que controlaven les mines d'or i de plata, la principal manera d'obtenir aquests metalls preciosos era mitjançant el comerç internacional. Si un Estat exportava més del que importava, la seva "balança del comerç" (el que correspon en els nostres dies a la balança comercial) era excedentària, és a dir, implicava una entrada neta de diners. En conseqüència, els mercantilistes van proposar-se la fita econòmica d'obtenir un excedent comercial, alhora que es va prohibir estrictament l'exportació d'or. Finalment, els bullionistes eren partidaris de taxes d'interès elevades per animar als inversos a esmerçar el seu capital en el mateix país.
Al segle xviii es va desenvolupar una versió més elaborada de les idees mercantilistes. Per exemple, en Thomas Mun va situar com a principal objectiu el creixement de la riquesa nacional i, encara que seguia considerant que l'or era la riquesa principal, va admetre l'existència d'altres fonts de riquesa, com ara les mercaderies.
| « | "(...) no és la gran quantitat d'or i plata el que constitueix la veritable riquesa d'un Estat, ja que en el món n'hi ha de molt grans que tenen abundància d'or i de plata i que no es troben més còmodes, ni són més feliços […]. La veritable riquesa d'un Regne consisteix en l'abundància de les mercaderies" | » |

L'objectiu d'obtenir una balança comercial positiva va fer que els estats s'interessessin per la importació de mercaderies d'Àsia per revendre-les després en el mercat europeu.
| « | "I per deixar la cosa encara més clara, quan diem […] que 100.000 lliures exportades en efectiu poden servir per importar l'equivalent aproximat de 500.000 lliures esterlines en mercaderies de les Índies Orientals, cal entendre que la part d'aquesta suma que pot anomenar-se amb propietat la nostra importació, si és consumida al regne, té un valor d'unes 120.000 lliures esterlines anuals. De manera que la resta, és a dir 380.000 lliures, és mercaderia exportada a l'estranger sota la forma dels nostres teixits, el nostre plom, el nostre estany, o de qualsevol altre producte del nostre país, amb gran augment del patrimoni del regne del tresor, pel que podem concloure que el comerç de les Índies Orientals proveeix a aquesta finalitat." | » |

Per tant, la nova política econòmica va rebutjar l'exportació de primeres matèries i, en canvi, va incentivar la seva transformació en béns finals perquè constituïen una important font de riquesa. En conseqüència, en lloc d'afavorir l'exportació massiva de llana de Gran Bretanya, la nova generació de mercantilistes va donar suport a la prohibició total d'exportar-les i va propugnar el desenvolupament d'indústries manufactureres domèstiques. Com que les indústries necessitaven capitals importants durant el segle xviii es van reduir les limitacions contra la usura. William Petty va demostrar que la taxa d'interès era una compensació per les molèsties ocasionades al prestador que es queda sense liquiditat. Una conseqüència d'aquestes teories va ser l'aparició de les Navigation Acts a partir de l'any 1651, que van donar als vaixells anglesos l'exclusiva en les relacions entre el Regne de la Gran Bretanya i les seves colònies: mitjançant actes de navegació i guerres comercial, a finals de segle xvii, els anglesos van desplaçar els holandesos del paper d'intermediaris en el comerç mundial.
Les conseqüències de les teories mercantilistes en política interior estaven molt més fragmentades que els seus aspectes de política comercial. Mentre Adam Smith afirmava que el mercantilisme apel·lava a controls econòmics molt estrictes, els mercantilistes no es posaven d'acord, ja que alguns propugnaven la creació de monopolis i altres no. Finalment, uns altres criticaven el risc de corrupció i d'ineficàcia d'aquests sistemes, i molts mercantilistes també reconeixien que la instauració de quotes i de control de preus propiciava el mercat negre.
En canvi, la major part dels mercantilistes van estar d'acord en l'opressió econòmica dels treballadors i dels pagesos que havien de viure amb uns ingressos propers al llindar de supervivència. Pensaven que uns ingressos més grans, temps lliure, o una millor educació afavoririen la mandra de la població i perjudicarien l'economia.
Aquests pensadors van veure avantatges del fet de disposar de mà d'obra abundant car les indústries i l'exèrcit necessitaven molta mà d'obra, alhora, per a l'economia, representava salaris baixos que incitaven a treballar. Les lleis de pobres (Poor Laws) d'Anglaterra van perseguir els rodamons i van fer obligatori el treball. El ministre de finances de Lluís XIV, Jean-Baptiste Colbert, arribarà a fer treballar a nens de sis anys a les manufactures de l'Estat.
La reflexió sobre la pobresa i el seu paper social a l'edat moderna va prendre importància sobretot després de la Reforma protestant car Martí Luter i Calví tenien una concepció diferent de la predestinació i el triomf personal. Així, mentre que la concepció catòlica tradicional sancionava l'oci i considerava el treball com un càstig diví, les societats on va triomfar el protestantisme es van adequar als nous valors burgesos. Els pobres, en la valoració catòlica tradicional, eren vistos com més propers a Déu, i les institucions caritatives no pretenien erradicar la pobresa, sinó pal·liar-ne els seus efectes. Tanmateix Joan Lluís Vives, a De subventione pauperum. Sive de humanis necessitatibus libri II (Els dos llibres de la subvenció als pobres o de la necessitat humana. Bruges, 1525), considerava necessari una reorganització de la beneficència que ajudés als veritables pobres i fes treballar als qui només són mandrosos. Seguint les seves idees es va organitzar l'actuació contra la pobresa a la ciutat de Bruges.

### Època mercantilista
El concepte de mercantilisme es va definir a partir dels grans descobriments geogràfics. Les noves rutes comercials marítimes obertes pels portuguesos, entre el segle xv i l'any 1500 (data del descobriment de Brasil), van iniciar un corrent de metalls precisos des dels nous territoris vers Europa, en particular després de l'establiment dels virregnats de Nova Espanya i del Perú, pels castellans que van considerar el mercantilisme sinònim de riquesa mitjançant l'acumulació de metalls preciosos, principalment or i plata.
L'economia europea va ser modelada no només pels metalls preciosos: 
- els grans descobriments geogràfics,
- el Renaixement,
- la Reforma religiosa,
- l'aparició de l'Estat modern i
- el règim colonial, que significà la primera globalització o el "primer sistema-món", segons l'expressió de Fernand Braudel.

Íntimament connectat al sorgiment de l'Estat-nació modern i basat en l'existència del binomi "metròpoli – colònies", el mercantilisme va assumir formes nacionals. Per ordre cronològic, durant els segles XVI, XVII i XVIII, van aparèixer les cases dinàstiques que van regnar als actuals estats de Portugal, d'Espanya, d'Anglaterra, dels Països Baixos, de França, de Dinamarca i de Suècia. En aquest període, el mercantilisme va evolucionar cap a una teoria i pràctica econòmica, fins al punt que es va parlar per primer cop de polítiques econòmiques i de normes econòmiques. Al mercantilisme se'l va començar a conèixer amb altres denominacions: sistema mercantil, sistema restrictiu, sistema comercial, Colbertisme a França i Cameralisme a Alemanya.
Conseqüència de l'expansió militar europea i de l'incipient desenvolupament manufacturer, que va complementar la producció clàssica de l'agricultura, el mercantilisme va incrementar notablement el comerç internacional perquè els mercantilistes van ser els primers a identificar la seva importància monetària i política.
El mercantilisme es va desenvolupar en una època on l'economia europea estava en transició des del feudalisme cap al capitalisme. Les monarquies feudals començaven a ser reemplaçades per estats moderns centralitzats i monarquies absolutes al continent europeu, mentre que Anglaterra i Holanda evolucionen vers la monarquia parlamentària.
Els canvis tecnològics en la navegació i el creixement dels nuclis urbans també van contribuir decisivament al ràpid increment del comerç internacional.
Un altre canvi important va ser la introducció de la comptabilitat moderna i les tècniques de doble entrada. La nova comptabilitat permetia dur un seguiment exhaustiu del comerç, contribuint a la fiscalització de la balança comercial.
Tampoc es pot ignorar l'impacte que va suposar el descobriment d'Amèrica. Els nous mercats i mines van impulsar el comerç exterior fins a xifres inimaginables que van propiciar, de retruc, un gran increment dels preus que no fou interpretat correctament. És significatiu que la relació entre l'arribada de metalls preciosos americans i la inflació europea del segle xvi (un fenomen a una escala fins aleshores desconeguda) no va ser plenament establert fins a les investigacions de Earl J. Hamilton en una data tan tardana com l'any 1934 (El tresor americà i la revolució dels preus a Espanya, 1501-1650).
En aquesta època es van adoptar també les teories de la Realpolitik impulsades per Nicolau Maquiavel i la primacia de l'interès nacional en les relacions internacionals. Aquesta concepció s'integrava dins de les teories filosòfiques de Thomas Hobbes.
Aquest punt de vista pessimista sobre la naturalesa humana també va encaixar amb la mentalitat del puritanisme i la seva concepció del món, que va inspirar part de la legislació mercantilista més dura, com les Actes de Navegació (Navigation Acts) introduïdes pel govern d'Oliver Cromwell.

### Les teories mercantilistes
El pensament mercantilista es pot sintetitzar a través de les nou regles de Phillip Wilhelm von Hornick
1. Que cada polzada del sòl d'un país s'utilitzi per a l'agricultura, la mineria o les manufactures.
2. Que totes les primeres matèries que es trobin a un país s'utilitzin en les manufactures nacionals, perquè els béns manufacturats tenen un valor afegit respecte a les primeres matèries.
3. Que es fomenti una població creixent i treballadora.
4. Que es prohibeixin totes les exportacions d'or i plata i que tots els diners estatals es mantinguin en circulació.
5. Que s'obstaculitzin tot el que sigui possible totes les importacions de béns estrangers
6. Quan sigui indispensable obtenir determinades importacions es faci a canvi d'altres béns nacionals que no siguin ni or ni plata.
7. Que en la mesura que sigui possible les importacions es limitin a les matèries primeres que puguin acabar-se al mateix estat.
8. Que es busquin constantment les oportunitats per vendre, a canvi d'or i plata, l'excedent de manufactures als països estrangers.
9. Que no es permeti cap importació si els béns que s'importen existeixen de manera suficient i adequada en el mateix territori.

Tanmateix la política econòmica interna que va defensar el mercantilisme estava encara més fragmentada que la internacional. Mentre que Adam Smith representava un mercantilisme que donava suport al control estricte de l'economia, molts mercantilistes no s'hi identificaven. Als començaments de l'edat moderna era freqüent la imposició governamental de monopolis. Alguns mercantilistes hi donaven suport mentre altres veien la corrupció i ineficiència d'aquest sistema.
Sí que hi havia acord en oprimir econòmicament als treballadors i als grangers que havien de viure al límit de la subsistència. L'objectiu era maximitzar la producció, sense fixar-se en el consum intern. Pensaven que si aquests grups socials tenien més diners, temps lliure o educació generaria mandra vers el treball i malmetria l'economia del país.
Finalment, els estudiosos no es posen d'acord sobre els motius que van dur al mercantilisme a esdevenir la teoria econòmica dominant durant dos segles i mig. Un grup, representat per Jacob Viner, argumenta que el mercantilisme va ser simplement un sistema molt directe i assenyat malgrat que es fonamentava en una sèrie de fal·làcies lògiques que no podien ser rebatudes a l'època per manca d'eines analítiques. Una altra escola, recolzada per economistes com Robert B. Ekelund, entén que el mercantilisme va ser el millor sistema possible car les polítiques mercantilistes van ser desenvolupades per comerciants i per governs que perseguien l'objectiu d'incrementar al màxim els seus beneficis. Per una banda, els empresaris es van enriquir sense massa esforç perquè es beneficiaven de l'existència de monopolis, de prohibicions a les importacions i de la pobresa dels treballadors. Per altra banda, els governs van obtenir guanys del cobrament dels aranzels i dels pagaments dels mercaders. Si bé les idees econòmiques més tardanes van ser desenvolupades sovint per acadèmics i filòsofs, gairebé tots els escriptors mercantilistes foren comerciants o persones amb càrrecs al govern.

### El mercantilisme com a procés econòmic
Dins de la doctrina econòmica mercantilista van emergir, de manera natural, tres qüestions fonamentals: 
- El monopoli de l'exportació.
- El problema del canvi.
- El problema de la balança comercial.

A l'obra The Circle of Commerce (El cercle del comerç, 1623), Edward Misselden va desenvolupar un concepte de balança comercial expressat en termes de dèbit i crèdit i periodicitat anual car va presentar el càlcul de la balança comercial anglesa del dia de Nadal de l'any 1621 al del 1622.
La idea mercantilista de "balança de comerç multilateral" correspon a l'actual noció de "balança de pagaments" i es compon de cinc comptes: 
| Balança de comerç multilateral |
| --- |
| 1. Compte corrent (=balança comercial) 1. Mercaderies (A) 2. Invisibles (nòlits, assegurances, etc.) (A) 2. Comptes de capital 1. A curt termini (C) 2. A llarg termini (A) 3. Transferències unilaterals (donacions, ajuda militar, etc.) (A) 4. Or (C) 5. Errors i Omissions |

## Polítiques mercantilistes
Les idees mercantilistes van ser la ideologia econòmica dominant a tot Europa al principi de l'edat moderna. No obstant això, com conjunt d'idees no sistemàtiques, la seva aplicació concreta diferí en cada país.

### La Casa de Borbó a França

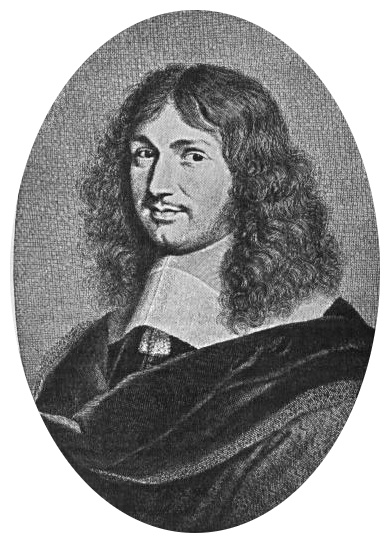
Jean-Baptiste Colbert, ministre francès de finances i mercantilista.

A França, el mercantilisme neix a principis del segle xvi, poc temps després del reforçament de la monarquia. El 1539, un reial decret prohibeix la importació de mercaderies tèxtils de llana provinents d'Espanya i de Flandes. L'any següent s'imposen restriccions a l'exportació d'or. Al llarg del segle es van multiplicar les mesures proteccionistes.
Jean-Baptiste Colbert, ministre de finances durant 22 anys, va ser el principal impulsor de les idees mercantilistes, fins al punt que alguns autors parlen de colbertisme per designar el model mercantilista francès. Amb Colbert, el govern francès es va implicar en l'economia per acréixer les exportacions. Colbert va eliminar els obstacles al comerç, va reduir les taxes duaneres interiors i va construir una important xarxa de carreteres i canals. Les polítiques desenvolupades per Colbert en conjunt van resultar eficaces i van permetre que la indústria i l'economia creixessin considerablement durant aquest període. Tot plegat va convertir França en una de les grans potències europees, si bé no equiparable al poder comercial d'Anglaterra i d'Holanda.
També és característic del colbertisme la decidida política de creació de Manufactures Reials per fabricar productes estratègics o de luxe (els Gobelins, per a tapissos i cristalls). Aquests béns van ser consumits, en primer lloc, per la mateixa monarquia, i després, per emulació, van ser consumits pels estaments benestants.

### A Anglaterra

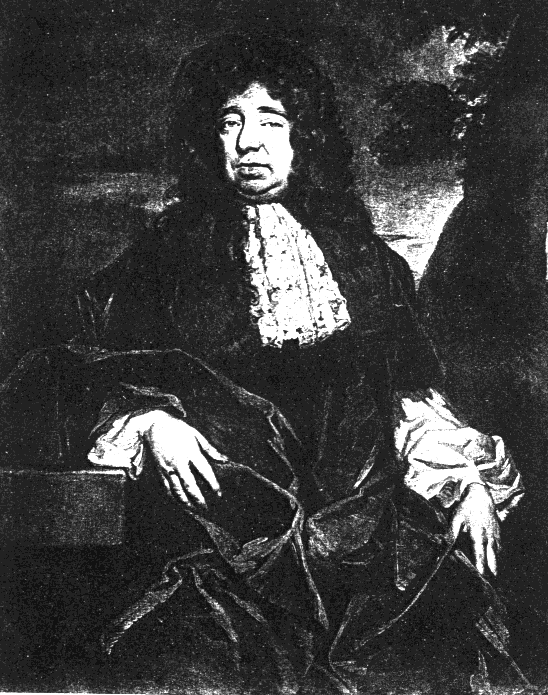
William Petty

A Anglaterra, el mercantilisme arriba al seu apogeu durant el període anomenat del Long Parliament (1640-1660). Les polítiques mercantilistes també s'aplicaren durant els períodes Tudor i Estuard, especialment amb Robert Walpole com principal partidari. El control del govern sobre l'economia domèstica era menor que a la resta d'Europa, a causa de la tradició de la Common law i el progressiu poder del parlament.
Els monopolis controlats per l'estat s'havien estès, especialment abans de la Primera Revolució Anglesa, malgrat que sovint eren qüestionats. Els autors mercantilistes anglesos estaven dividits sobre la qüestió de la necessitat de control de l'economia interior. El mercantilisme anglès va adoptar, sobretot, un control del comerç internacional. Es va engegar un ampli ventall de mesures per afavorir l'exportació i penalitzar la importació. S'instauraren taxes duaneres sobre les importacions i subvencions a l'exportació. Es prohibí l'exportació d'algunes primeres matèries. Les Navigation Acts (Actes de Navegació) van prohibir als comerciants estrangers fer comerç interior a Anglaterra. Alhora Anglaterra va augmentar el nombre de colònies on va instaurar normes per produir només primeres matèries i comerciar únicament amb la metròpoli. Aquesta política va conduir a progressives tensions amb els habitants d'aquestes colònies i fou una de les principals causes de la Guerra d'Independència dels Estats Units.
Tanmateix, aquestes pràctiques polítiques contribuïren, en gran manera, a fer que Anglaterra es convertís en la major potència comercial del món, i una potència econòmica internacional. A l'interior, la transformació de noves terres no conreades en terreny agrícola va tenir un efecte a llarg termini, fins al punt que es va projectar el drenatge de la regió dels Fens, "pantans" de la plana de Bedford (Anglaterra).

### Casa d'Habsburg o d'Àustria a Espanya

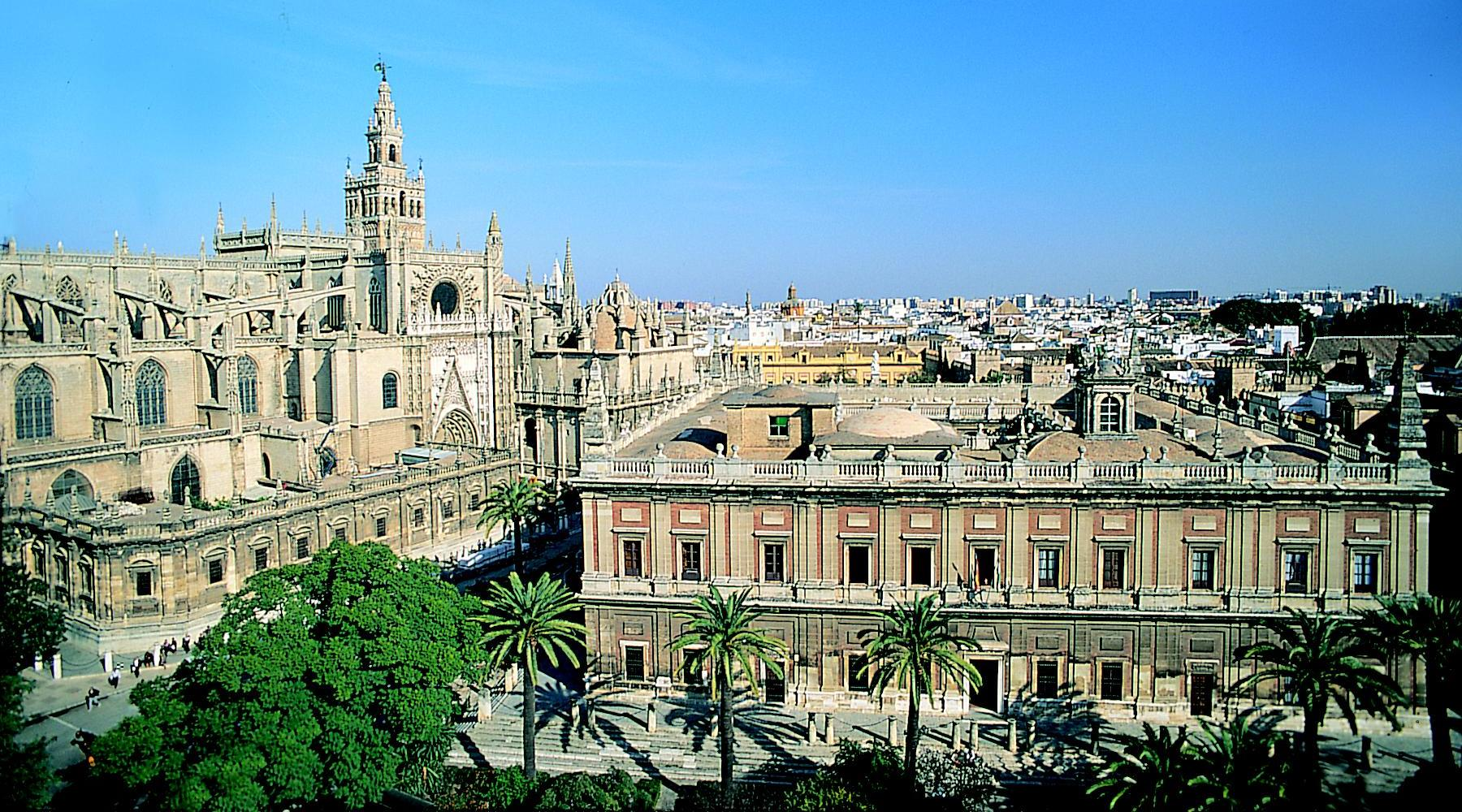
Casa de Contractació, que actualment és l'Arxiu d'Índies, a prop de la Catedral de Sevilla, ciutat centre econòmic del món el i que s'enfonsà en una profunda crisi en el segle següent, quan va ser superada per Londres i Amsterdam.

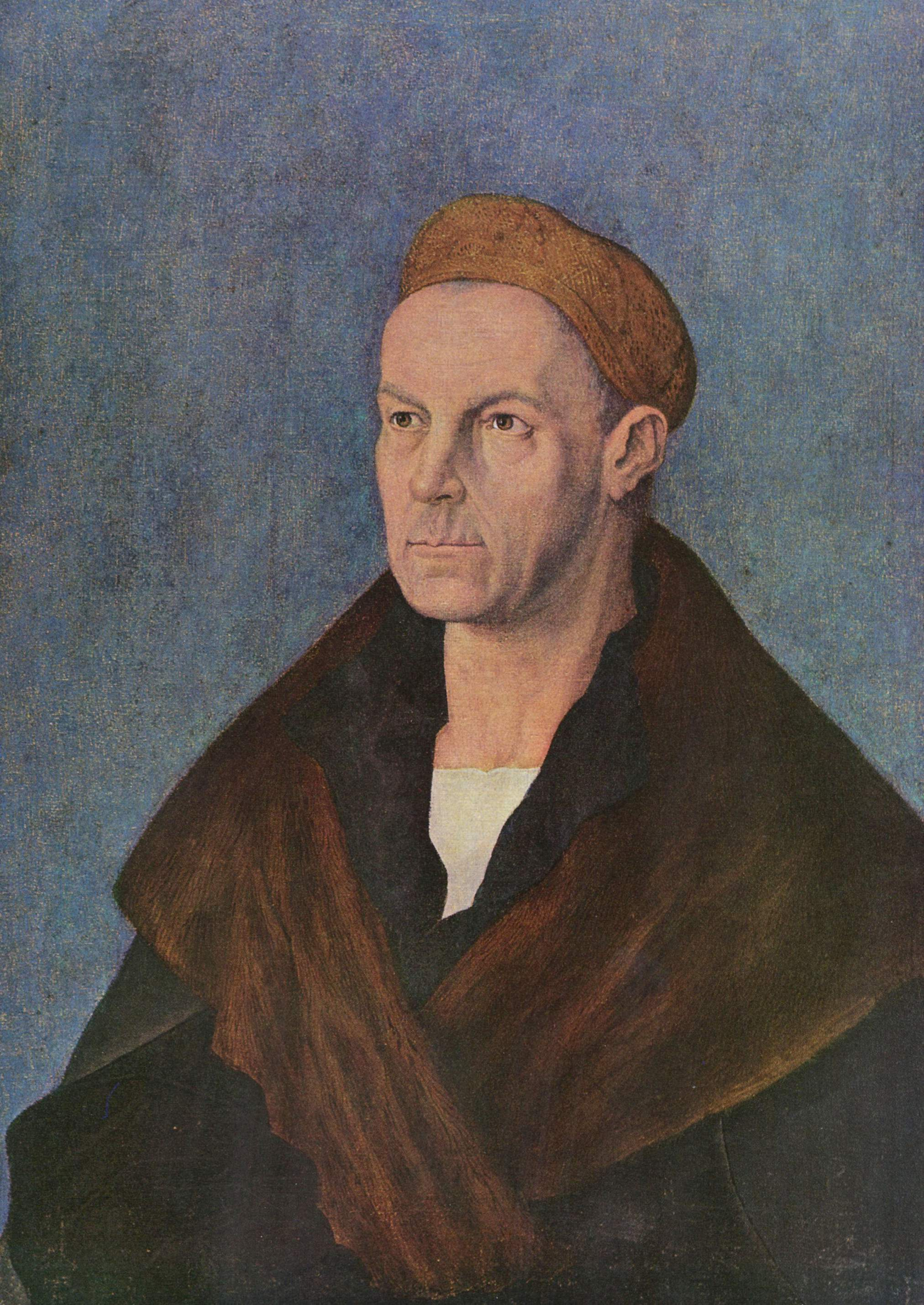
Jakob Fugger, "el ric", pintat per Albrecht Dürer (1519). J. Fugger fou el banquer de Carles V d'Espanya

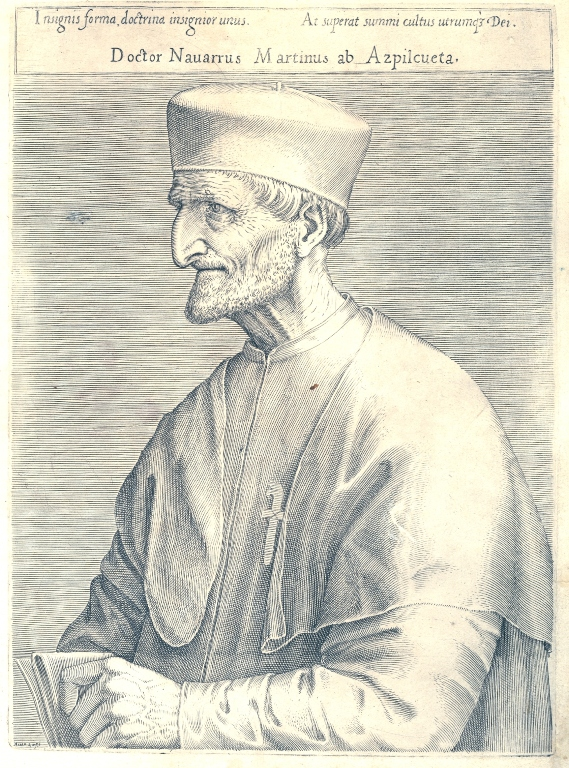
Martín de Azpilicueta.

La Casa d'Habsburg que havia succeït els Reis Catòlics des de l'arribada de Carles I de Castella l'any 1517, va imitar la Casa de Borbó en la creació de manufactures. Així va crear les Reials Fàbriques de productes de luxe (Porcelana del Buen Retiro, Cristal de la Granja, Real Fábrica de Tapices), d'armes (Reales Fábricas de Artillería de Liérganes y La Cavada), i d'articles de gran consum que es monopolitzaven per l'estat com el tabac (la Real Fábrica de Tabacos de Sevilla i Fábrica de Tabacos de Madrid), l'aguardent i els jocs de cartes.
Però el fet més significatiu en l'ordre econòmic va ser la revolució dels preus, o inflació, que va afectar tot Europa des del segle xvi, i que tingué el seu origen en l'arribada a Espanya dels metalls preciosos de la flota d'Índies. La reflexió sobre les causes de l'efecte inflacionista i les possibles solucions va produir el primer pensament econòmic modern.
A la inflació econòmica es va sumar les peticions d'ordre econòmic de les Corts de Castella i de les de la Corona d'Aragó. Castella, des de la Baixa Edat Mitjana, havia viscut un enfrontament entre els interessos vinculats a l'exportació de la llana (l'aristocràtica de la Mesta, l'alta burgesia de mercaders de Burgos i les fires i ports connectats amb Flandes) i els vinculats a la producció interna de draps (la baixa burgesia i el patriciat urbà de les ciutats de la Meseta, com Segòvia i Toledo). L'enfrontament va derivar en les guerres civils dels Trastàmara, i en la Guerra de les Comunitats.
Aquest model simplificat no amaga la confluència d'altres interessos personals, dinàstics, institucionals i estamentals. Entre els darrers van destacar el religiosos, minories com els jueus i els conversos i l'estament més gran numèricament, la pagesia La mateixa construcció de la monarquia autoritària té molt a veure amb la seva habilitat per a arbitrar aquests conflictes socioeconòmics i la seva dimensió política.
L'organització del monopoli del comerç americà, per mitjà de la Casa de Contractació de Sevilla, conjugat amb els préstecs avançats pels banquers de la família Fugger o dels genovesos, i els mecanismes del deute públic van mostrar la difícil comprensió dels fenòmens econòmics i com actuar-hi políticament. Per a la Casa d'Àustria era imprescindible el bon funcionament del complex aparell militar, burocràtic i financer, però els impostos (uns del rei, altres del regne, altres dels municipis), les múltiples exempcions, i els drets dels monarques formaven un entramat caòtic que dificultava una política eficient.
Als economistes hispànics dels segles xvi i xvii se’ls va donar el nom d'arbitristes, per ser l'arbitri el nom de la mesura que el monarca podia prendre en benefici del regne, i que els economistes sol·licitaven. Ho van ser Tomás de Mercado, Sancho de Moncada i Martín de Azpilicueta, teòlegs vinculats a l'anomenada Escola de Salamanca; Luis Ortiz, "contador" d'Hisenda, Martín González de Cellorigo, advocat de la Chancillería de Valladolid, Pedro Fernández de Navarrete, militar i governador de Guipúscoa, Luis Valle de la Cerda, que va proposar l'any 1600 la creació dels Monts de Pietat amb el suport de les Corts.
Tanmateix, en un context de crisi política i econòmica de la Monarquia Hispànica, van ser ridiculitzats per proposar mesures extravagants. Per exemple, Francisco de Quevedo en diverses ocasions els va descriure com a causants de tota classe de desgràcies; com el cas d'un benintencionat arbitristes que, engrescat escrivint les seves teories, no s'adona que es treu ell mateix un ull amb la ploma. Quevedo va caracteritzar magistralment la percepció de fracàs econòmic, com a part de la més general decadència espanyola en el seu cèlebre poema:
| « | Nace en las Indias honrado, donde el mundo le acompaña. Viene a morir en España y es en Génova enterrado... ¡Poderoso caballero es Don Dinero! | » |

Posteriorment, el seu paper va ser subvalorat pels primers estudis de la historiografia econòmica espanyola, com va ser el cas de Manuel Colmeiro.
Al segle xviii, l'herència de l'arbitrisme es va traslladar al projecte il·lustrat. Però les mesures, molt ambicioses, no van ser aplicades: va ser el cas del projecte del cadastre de l'Ensenada en el regnat de Ferran VI, el del decret de l'abolició de la taxa de gra i lliure comerç de gra de 1765 en el regnat de Carles III... A la fi del segle xviii, amb l'Antic Règim en crisi, Pedro Rodríguez de Campomanes i Jovellanos propugnen idees de política econòmica més properes a la fisiocràcia i al liberalisme econòmic, però tampoc van aconseguir un desenvolupament eficaç (va ser el cas del projecte de llei agrària i de la liberalització del comerç amb Amèrica). Per tant, durant la crisi econòmica del segle xvii es van endegar diferents polítiques econòmiques sense gaire coherència, fins i tot es van realitzar alteracions monetàries i fiscals que van contribuir encara més a enfosar l'economia castellana.
El darrer rei de la Casa d'Àustria, Carles II (1665-1700) era un disminuït mental incapacitat per al govern. El desgavell polític i econòmic fou enorme i el país va caure, progressivament, sota la influència de la Casa de Borbó que regnava a França i que l'any 1701 es va establir a Espanya i va provocar la Guerra de Successió que finalitzà amb l'ocupació borbònica de Barcelona el famós 11 de setembre de 1714. Acabada la guerra, la nova Casa regnant va adoptar una sèrie de mesures mercantilistes d'inspiració colbertista.

### Altres estats europeus
Altres estats europeus també van adoptar tesis mercantilistes. Els Països Baixos, convertits en el centre financer d'Europa mercès a la seva desenvolupada activitat comercial, no van restringir el comerç i només van adoptar algunes polítiques mercantilistes. A l'Europa Central i a Escandinava es va desenvolupar després de la Guerra dels Trenta Anys (1618-1648). Al Sacre Imperi Romagermànic es van interessar per aquestes idees, però l'extensió i la relativa descentralització de l'Imperi van fer difícil l'adopció de mesures mercantilistes. A Prússia, el mercantilisme es va desenvolupar sota el regnat de Frederic el Gran. Rússia sota el regnat de Pere el Gran va voler endegar-lo sense massa èxit degut a l'absència d'un grup significatiu de comerciants i industrials.

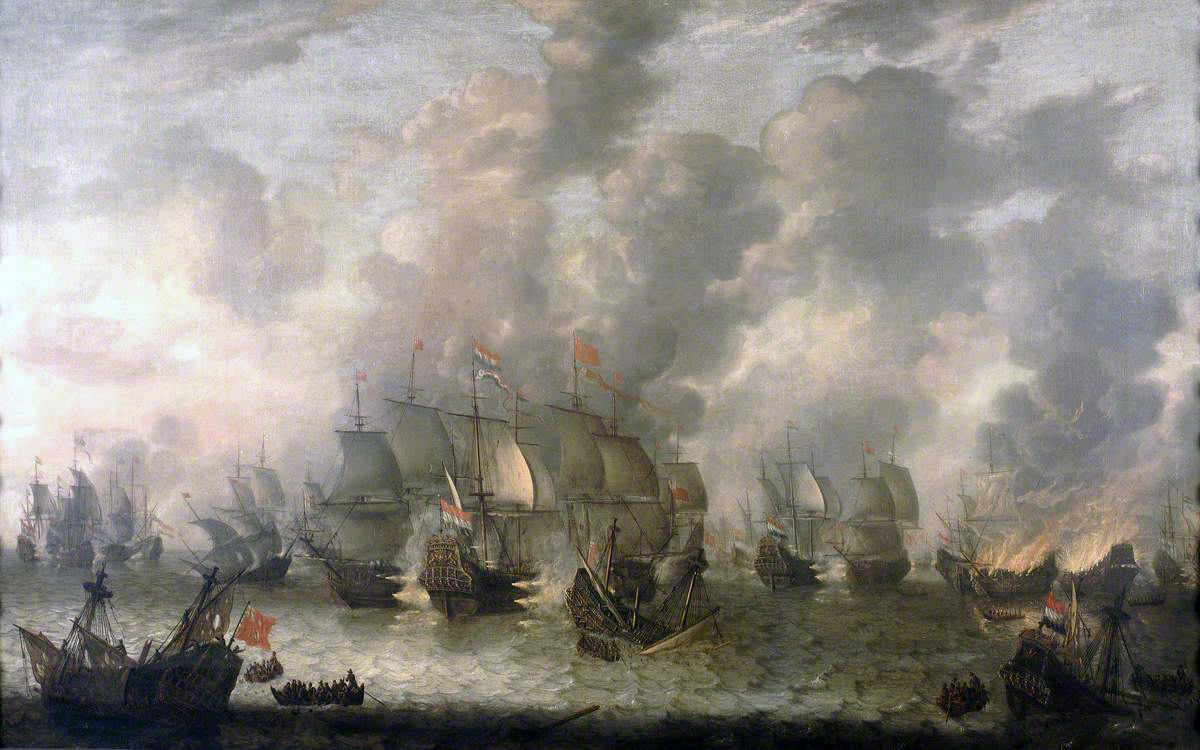
La batalla de Scheveningen, 10 d'agost de 1653 per Jan Abrahamsz Beerstraaten, vers 1654, representa la batalla final de la Primera Guerra Anglo-Holandesa

Les idees mercantilistes van alimentar períodes de conflicte bèl·lic durant els segles xvii i XVIII, ja que la concepció dominant va ser que l'estoc de riquesa és fix i, en conseqüència, l'única forma d'incrementar la riquesa d'un Estat és fer-ho en detriment d'un altre. Aquest nacionalisme econòmic va ocasionar les guerres anglo-holandesa, la franco-holandesa i la franco-anglesa. També la concepció mercantilista va contribuir al desenvolupament de l'imperialisme per què els estats que podien tractaven d'apoderar-se de territoris on aconseguir primeres matèries a expenses de l'economia interior. Aquest comerç desigual va crear monopolis, les primeres van ser les companyies holandeses de la VOC (1602) i la WIC (1621). Altres de posteriors van ser la Companyia Britànica de les Índies Orientals, la Companyia de la Badia de Hudson, o la Companyia Francesa de les Índies Orientals.

## Crítiques

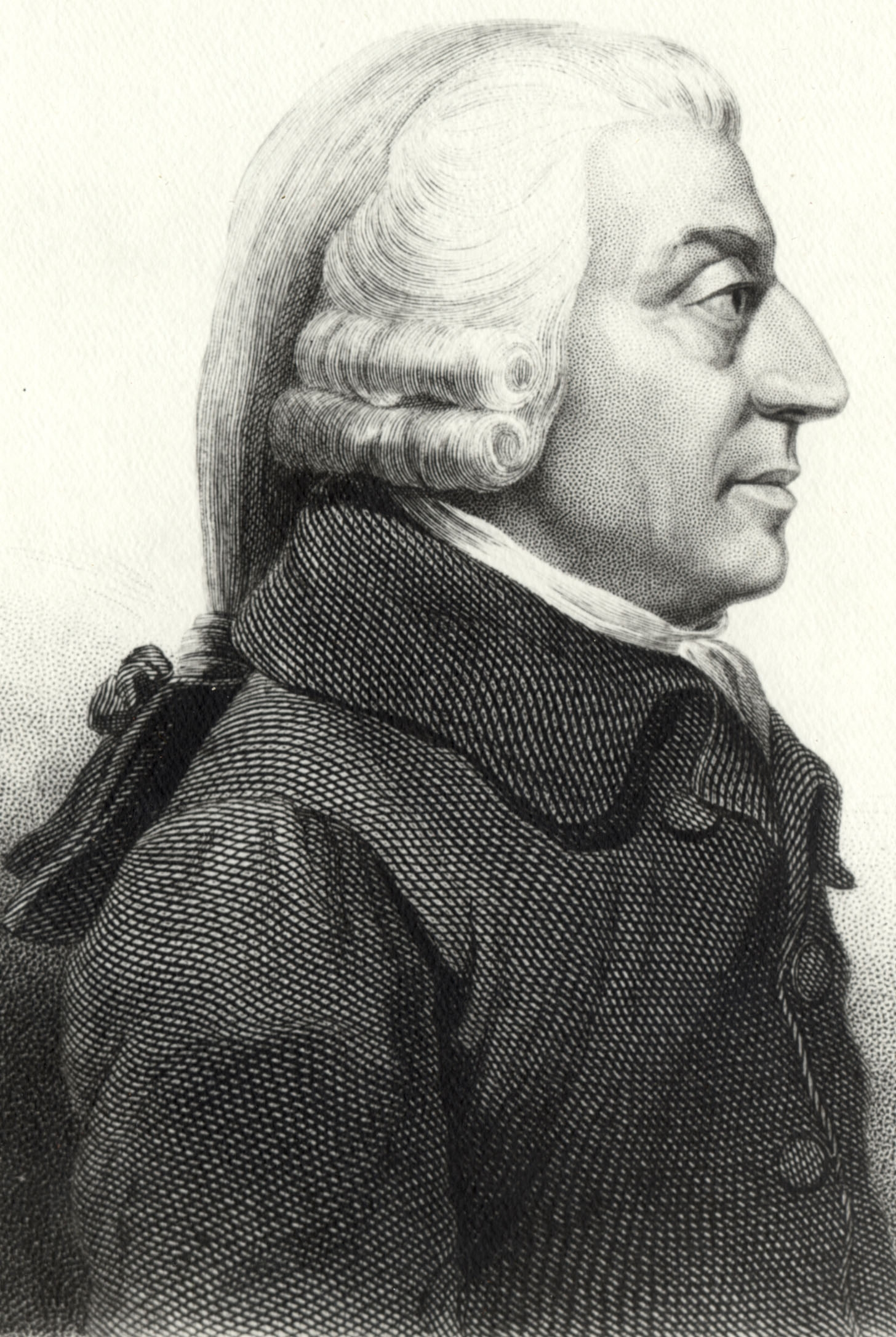
Gran part de La Riquesa de las Nacions d'Adam Smith és un atac al mercantilisme.

Molts estudiosos abans que Adam Smith, com Dudley North, John Locke o David Hume, van atacar els fonaments del mercantilisme per què eren incapaços de concebre les nocions d'avantatge competitiu i els beneficis del comerç. Per exemple, Portugal era un productor molt més eficient de vi que Anglaterra, mentre que Anglaterra era, relativament, més econòmic la producció tèxtil. En conseqüència, si Portugal s'especialitzava en vi i Anglaterra en tèxtil, ambdós estats sortirien beneficiats si comerciaven. Així doncs la imposició de restriccions a la importació entre ambdós estats acaben convertint-se en més pobres. En les teories econòmiques modernes, el comerç no s'entén com una suma zero entre competidors car ambdues parts poden obtenir beneficis; es tracta d'un joc de suma positiva.
David Hume va apuntar la impossibilitat d'aconseguir el gran objectiu mercantilista de tenir una balança comercial positiva constant: a mesura que els metalls preciosos de les colònies entraven a les metròpolis, l'oferta s'incrementava i el valor d'aquest béns començava a reduir-se respecte altres béns de consum. A la inversa, l'exportació de metalls preciosos feia incrementar el seu valor en el lloc d'origen fins al punt que no compensaria l'exportació de béns (que, recordem, han incrementat el valor en el punt d'origen) a un lloc on el preu del bé ha disminuït. Per tant, la balança comercial acabaria revertint-se tota sola. Així, doncs, els mercantilistes no van entendre aquest axioma i, durant molt de temps, van argumentar que un increment de la quantitat de diner simplement significava que tot el món era més ric.
La crítica al mercantilisme també es va estendre a la importància que va donar als metalls preciosos. Adam Smith va apuntar que els metalls preciosos eren exactament iguals a qualsevol altre bé de consum i que no hi havia cap raó per donar-li un tractament especial: l'or és un metall valuós simplement perquè és escàs.
La primera escola que va rebutjar el mercantilisme va ser la Fisiocràcia, a França. Però la substitució de les teories mercantilistes no es va produir fins que Adam Smith va publicar la seva obra Una investigació sobre la naturalesa i causes de la riquesa de les nacions l'any 1776. Aquest llibre va mostrar la concepció del que avui anomenen economia clàssica. Smith va dedicar una part considerable del llibre a rebatre els arguments mercantilistes, si bé a voltes són versions simplistes o exagerades dels seus pensaments.
Els acadèmics estan dividits a l'hora d'establir una causa final per al mercantilisme. Els qui creuen que la teoria era simplement un error dedueixen que va ser reemplaçada irreversiblement a partir del moment en què les idees de Smith van ser exposades en públic. Mentre els qui opinen que el mercantilisme va ser una recerca d'enriquiment per a una part de la societat entenen que només va acabar quan es van produir canvis polítics. Per exemple, en el Regne Unit, el mercantilisme va anar desapareixent a partir del moment en què el Parlament va acaparar el poder que tenia el monarca per establir monopolis.
En el Regne Unit, les regulacions mercantilistes a poc a poc van ser eliminades al llarg del segle xviii, i durant el segle xix el govern va adoptar de forma oberta el lliure comerç i les teories econòmiques d'Adam Smith. Al continent europeu el procés va ser diferent: a França es van mantenir les prerrogatives econòmiques de la monarquia absoluta fins a la Revolució Francesa, moment en el qual va finalitzar el mercantilisme. Als territoris de l'actual Alemanya el mercantilisme va continuar viu fins a principis del segle xx.

## Llegat

### Teoria mercantilista

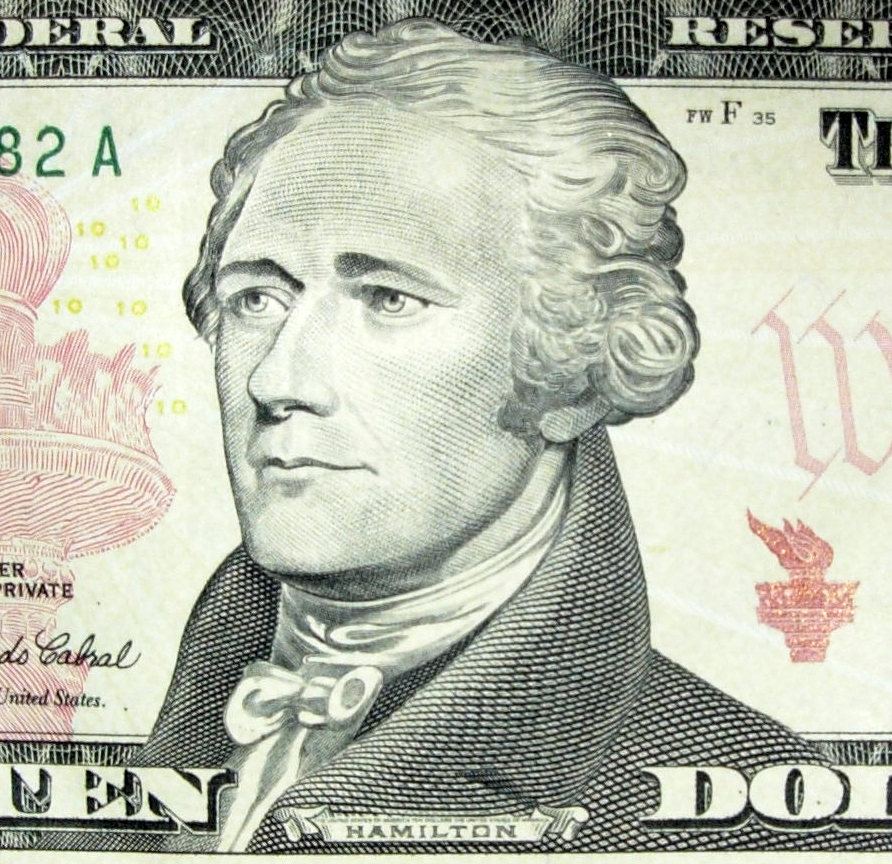
Alexander Hamilton presideix els bitllets de 10 dòlars estatunidencs

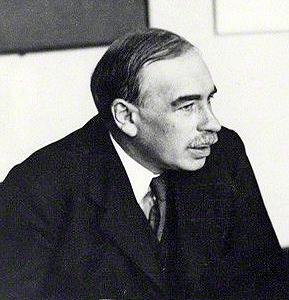
John Maynard Keynes

En el món anglosaxó les crítiques d'Adam Smith al mercantilisme van ser acceptades a l'Imperi Britànic, però van ser rebutjades als Estats Units per figures importants com Alexander Hamilton, Friedrich List, Henry Clay, Henry C. Carey i Abraham Lincoln. Però, en el segle xx, la majoria d'economistes d'ambdós costats de l'oceà Atlàntic van arribar a acceptar que en algunes àrees les teories mercantilistes eren correctes. El suport més important al mercantilisme va acudir de l'economista John Maynard Keynes.
Adam Smith va rebutjar l'èmfasi que els mercantilistes havien donat a la quantitat de diner argumentant que els béns, la població i les institucions eren les causes reals de la prosperitat. Keynes, en canvi, va argumentar que la quantitat de diner en circulació, la balança comercial i els tipus d'interès tenien una gran importància. Punt de vista que, després, va ser la base del monetarisme, malgrat que actualment els seus defensors rebutgen molts dels postulats de la teoria econòmica keynesiana. Keynes també va esmentar que l'enfocament dels metalls preciosos va ser raonable en la seva època, a inicis de l'edat moderna: en una època on no existia el paper moneda, un increment dels metalls preciosos i de les reserves de l'Estat era l'única forma d'incrementar la quantitat de diner en circulació.
Adam Smith, per una altra banda, va rebutjar l'èmfasi del mercantilisme vers la producció, argumentant que l'única forma de fer créixer l'economia era a través del consum (que, a la vegada, impulsa la producció de béns). Tanmateix, Keynes va defensar que la producció era tan important com el consum.
Keynes i altres economistes de la seva època també van reprendre la importància que tenia la balança de pagaments. I com des dels anys 30 del segle passat tots els estats han controlat les entrades i sortides de capital, la majoria dels economistes estan d'acord que una balança de pagaments positiva és millor que una de negativa per a l'economia estatal. Keynes també va reprendre la idea que l'intervencionisme del govern és una necessitat econòmica.
Malgrat tot, si bé les teories econòmiques de Keynes van tenir un gran impacte, no van aconseguir rehabilitar el mot "mercantilisme", que actualment segueix tenint connotacions negatives i s'empra per atacar mesures de política proteccionistes. Per una altra banda, les similituds entre el keynesianisme i les idees dels seus successors amb el mercantilisme, a vegades, han fet que els seus detractors les categoritzessin com neomercantilisme. I alguns sistemes econòmics moderns copien algunes de les receptes mercantilistes com, per exemple, al Japó on a vegades també és qualificat de neomercantilista.
Un darrer aspecte de debat entre Adam Smith i els mercantilistes va ser al voltant del mètode d'estudi. Els mercantilistes van ser, generalment, mercaders o funcionaris del govern que tenien una gran quantitat de dades de fonts primàries sobre el comerç i les empraven en les seves investigacions i escrits. William Petty, un mercantilista important, és sovint considerat el primer economista a fer una anàlisi econòmica empírica. Adam Smith va rebutjar aquest mètode de raonament inductiu: pensava que el correcte era el raonament deductiu. Actualment s'accepta que ambdós mètodes poden ser correctes.

### Pràctica mercantilista
Les polítiques mercantilistes proteccionistes van tenir un impacte positiu en l'Estat que les posava en marxa. A Anglaterra, el mateix Adam Smith, sense importar-li la contradicció en què incorria al patrocinar el lliure comerç per als altres i no per a si mateix, va elogiar les Actes de Navegació angleses per haver expandit la flota mercant anglesa i haver convertit el Regne Unit en una potència naval i econòmica. I és que alguns economistes, com Friedrich List, van argumentar que el proteccionisme és bo per a indústries en desenvolupament.
L'adopció de la política de lliure mercat per part d'Anglaterra estava molt avançada vers l'any 1860 quan ja havia eliminat els darrers vestigis del mercantilisme. A Anglaterra es van retirar les regulacions industrials, els monopolis i els aranzels quan va tenir una indústria i una flota mercant sense competència. Just en aquell moment, quan n'era la gran beneficiada, Anglaterra es va convertir en la gran defensora i propagandista de la política de lliure comerç. Després de la Primera Guerra Mundial, amb la segona revolució industrial en marxa i amb competidors seriosos, va deixar de ser-ho.
En conseqüència, la pràctica política i la teoria econòmica no van seguir els mateixos camins: si el pensament econòmic del segle xix va estar dominat per l'escola d'economia clàssica i per la d'economia neoclàssica, més aviat favorables al lliure comerç, la pràctica política va estar influenciada durant molt de temps per concepcions mercantilistes. Com explica l'historiador Paul Bairoch, entre el 1815 i el 1913, el món occidental és "un oceà de proteccionisme rodejat d'alguns illots liberals".

### Neomercantilisme

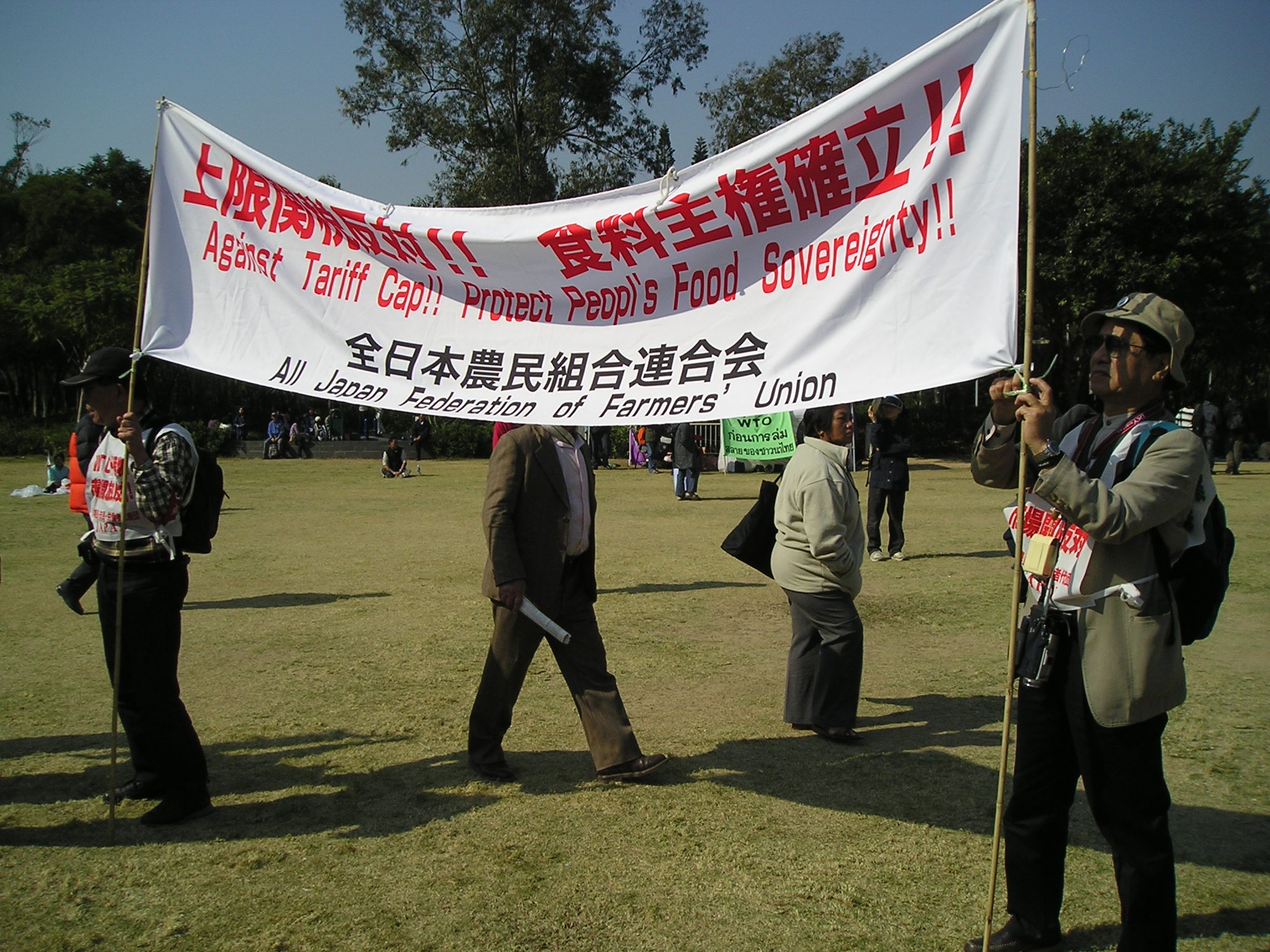
Manifestació per al manteniment del proteccionisme a l'agricultura japonesa.

Després del final de la Segona Guerra Mundial, s'assisteix a una liberalització contínua del comerç mundial sota l'impuls de les grans institucions lliurecanvistes com l'Organització Mundial del Comerç (OMC), el Banc Mundial o el Fons Monetari Internacional (FMI). Tanmateix alguns economistes com Paul Krugman opinen que aquestes institucions estan guiades per un "mercantilisme il·lustrat", que no intenta afavorir els principis del lliurecanvisme, sinó afavorir les concessions comercials mútuament avantatjoses. Aquest un "mercantilisme il·lustrat", per exemple, es van posar de manifest en les negociacions entre països pobres i rics a l'OMC de la cimera de Cancun l'any 2003. Daniel Cohen va argumentar que si les negociacions anteriors havien tingut èxit havia estat gràcies als compromisos i a les concessions recíproques i equitatives on, per exemple, els estats rics acceptaven liberalitzar el sector tèxtil a canvi d'avantatges en matèria de serveis financers concedits pels països en vies de desenvolupament. Després de la cimera de Cancun de l'any 2003, les negociacions entre països rics i pobres es focalitzen en el comerç agrícola i una estratègia de "joc de suma zero": "els nostres agricultors o els vostres", com si els guanys d'uns signifiquessin pèrdues per als altres.
Altres economistes radicals afirmen que aquestes organitzacions, amb l'excusa del lliurecanvisme, imposen la forma de comerç internacional que desitgen les grans potències econòmiques que les controlen.
El terme neomercantilisme serveix per designar, gairebé sempre de forma pejorativa, les polítiques contemporànies que recorden les dels mercantilistes del segle xviii. Consisteixen, bàsicament, en mesures proteccionistes o en polítiques comercials agressives en les quals l'Estat s'implica per fomentar la competitivitat de les empreses nacionals. En el context de la mundialització, el neomercantilisme es fonamenta en el concepte de "competència mundial", que ve a ser una "guerra econòmica" entre Estats. La protecció a les empreses nacionals i el suport a la seva competitivitat en els mercats mundials és profitosa per a l'economia nacional. D'aquesta manera algunes grans potències són acusades de neomercantilistes quan donen suport a la seva agricultura o a la seva indústria nacional per mitjà de subvencions i d'encàrrecs estatals, a la vegada que imposen restriccions, taxes i normes a la importació per protegir el mercat interior. Per exemple, per protegir l'economia interna, el Tribunal de Justícia de les Comunitats Europees, el 13 de març de 1968, va sancionar, en matèria de política agrària comuna, un dret de duana sobre els productes procedents de tercers Estats. Actualment segueix existint una tarifa exterior comuna que provoca discussions entre els països membres de la Unió Europea y l'Organització Mundial de Comerç. I pel que fa a polítiques comercials agressives, el concepte de "guerra comercial" alimenta campanyes polítiques de les grans potències econòmiques que serveixen de contrapès per als efectes presumptament negatius de la globalització econòmica sobre la justícia social.
En canvi els economistes lliurecanvistes opinen que aquestes mesures afavoreixen els interessos particulars d'algunes indústries i perjudiquen l'interès general.